# Catoctin Mountain Scenic Byway
Catoctin Mountain Scenic Byway to narodowa droga krajobrazowa w stanie Maryland w Stanach Zjednoczonych. Ma długość 60,9 km i jej trasa pokrywa się z przebiegiem drogi nr 15 w Maryland, od granicy z Wirginią na południu do granicy z Pensylwanią na północy.

## Atrakcje
Droga oferuje liczne widoki na pola, sady oraz góry. Do głównych atrakcji wzdłuż jej trasy należą:
- historyczne miasto Point of Rocks nad rzeką Potomak z zabytkowym kościołem świętego Pawła,
- historyczne miasto Frederick,
- park stanowy Cunningham Falls z najwyższym w Maryland wodospadem oraz zabytkowym piecem żelaza,
- Catoctin Mountain Zoo,
- Catoctin Mountain Park, gdzie znajduje się prezydencki ośrodek wypoczynkowy Camp David,
- zabytkowa kaplica z najstarszą w Stanach Zjednoczonych repliką statuetki Madonny z Lourdes,
- narodowa kaplica ku czci Elżbiety Anny Seton, pierwszej świętej kościoła katolickiego urodzonej w Stanach Zjednoczonych.

Stosunkowo niedaleko znajdują się również pola bitew wojny secesyjnej, pod Antietam oraz pod Gettysburgiem.